# Anthony Descotte
Anthony Kevin N. Descotte (* 3. August 2003 in Gosselies) ist ein belgischer Fußballspieler.

## Karriere

### Verein
Nachdem Anthony Descotte in seiner Jugend für eine ganze Reihe an Klubs gespielt hatte, kam er ab 2012 in der Jugend von RAEC Mons unter, ehe er im Sommer 2014 in die des RSC Anderlecht überging. Im Sommer 2019 schloss er sich der U18 von Standard Lüttich an, wechselte aber nach kurzer Zeit zu Sporting Charleroi. Hier durchlief er die U21 und wurde zur Saison 2021/22 fester Teil des Kaders der ersten Mannschaft. Sein Debüt in der ersten Liga hatte er bereits am letzten Spieltag der Vorsaison, als er bei der 2:3-Niederlage gegen KAS Eupen in der 76. Minute für Amine Benchaib eingewechselt wurde. Seit Januar 2023 war er bis zum Ende der Saison 2024/25 an den niederländischen Klub FC Utrecht verliehen.

### Nationalmannschaft
Nach ein paar Spielen mit der belgischen U15 und der U16 nahm er mit der U17 außer an Freundschafts- auch an Qualifikationsspielen teil. Bei der U19 erzielte er einige Tore in deren EM-Qualifikation. Nach zwei Freundschaftsspielen für die U20 im November 2022 ist er seit Juni 2022 in der U21 aktiv. Bei dieser stand er auch im Kader bei der Europameisterschaft 2023, kam hier jedoch nicht zum Einsatz.